# Pityeja nazada
Pityeja nazada är en fjärilsart som beskrevs av Druce 1892. Pityeja nazada ingår i släktet Pityeja och familjen mätare. Inga underarter finns listade i Catalogue of Life.